# (21192) Seccisergio
(21192) Seccisergio es un asteroide perteneciente al cinturón de asteroides, descubierto el 2 de julio de 1994 por el equipo del Observatorio Astronómico de Santa Lucia di Stroncone desde el Observatorio Astronómico de Santa Lucia di Stroncone, Stroncone, Italia.

## Designación y nombre
Designado provisionalmente como 1994 NA. Fue nombrado por Sergio Secci (1956-1980) quien fue un investigador y autor graduado con honores en la Universidad de Bolonia y una de las víctimas de la Matanza de Bolonia.

## Características orbitales
Seccisergio está situado a una distancia media del Sol de 2,447 ua, pudiendo alejarse hasta 2,719 ua y acercarse hasta 2,175 ua. Su excentricidad es 0,111 y la inclinación orbital 7,194 grados. Emplea 1397,87 días en completar una órbita alrededor del Sol.
Pertenece a la familia de asteroides de (4) Vesta.

## Características físicas
La magnitud absoluta de Seccisergio es 15,00.